# Gibraltarska košarkaška reprezentacija
Gibraltarska košarkaška reprezentacija predstavlja Gibraltar u međunarodnoj muškoj košarci. Nadležni je savez član FIBA-e od 1985.

## Nastupi na međunarodnim natjecanjima

### Europsko prvenstvo-divizija C/Prvenstvo malih europskih država
- 1988.: 7. mjesto
- 1990.: 5. mjesto
- 1992.: 7. mjesto
- 1994.: 7. mjesto
- 1996.: 8. mjesto
- 1998.: 4. mjesto
- 2000.: 6. mjesto
- 2002.: 8. mjesto
- 2004.: 7. mjesto
- 2006.: 7. mjesto
- 2008.: 6. mjesto
- 2010.: 7. mjesto
- 2012.: 7. mjesto

### Otočke igre
- 1999.: 4. mjesto
- 2001.:  bronca
- 2003.: 6. mjesto
- 2007.: 7. mjesto
- 2009.: 6. mjesto
- 2011.: 4. mjesto